# 타이완라멘

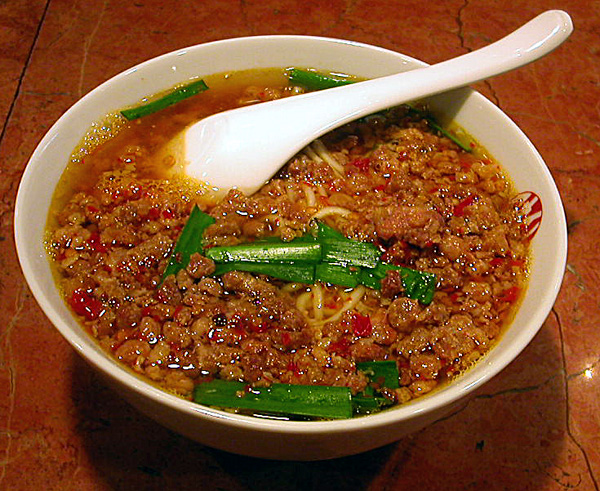
타이완라멘

타이완라멘(일본어: 台湾ラーメン 다이완라멘[*])은 라멘의 종류 중 하나이다. 주로 주쿄권에서 제공된다. 돼지 고기, 부추, 대파, 콩나물 등을 매운 고추에 양념하여 볶고, 간장으로 만든 국물을 더해 삶은 국수화한 것으로, 대량의 마늘을 넣는 것도 특징이다. 타이완라멘이라고 명명하고 있지만 발상은 아이치현 나고야시인 나고야 요리 중 하나로, 대만에서는 나고야 라몐이라는 이름으로 취급된다.
1970년 나고야시 지쿠사구 이마이케의 대만 요리점 미센(味仙)의 대만인 주인인 가쿠 메이유가, 타이난시 요리 단짜이몐을 바탕으로 마카나이 요리로 만든 것이 기원이다.